# Rauhhorn
Rauhhorn är ett berg i Österrike, på gränsen till Tyskland.   Det ligger i förbundslandet Kärnten, i den västra delen av landet, 500 km väster om huvudstaden Wien. Toppen på Rauhhorn är 2 240 meter över havet, eller 438 meter över den omgivande terrängen. Bredden vid basen är 6,4 km.
Terrängen runt Rauhhorn är bergig åt sydväst, men åt nordost är den kuperad. Runt Rauhhorn är det ganska glesbefolkat, med 26 invånare per kvadratkilometer.. Närmaste större samhälle är Reutte, 18,9 km öster om Rauhhorn. 
I omgivningarna runt Rauhhorn växer i huvudsak blandskog.